# 뱅상 시에로
뱅상 올리비에 시에로(프랑스어: Vincent Olivier Sierro, 1995년 10월 8일 ~ )는 스위스의 프로 축구 선수로, 현재 사우디 프로페셔널리그의 클럽 알샤바브와 스위스 국가대표팀에서 미드필더로 활약하고 있다.

## 어린 시절
시에로는 스위스 남서부 발레주 시옹에서 태어났다. 그는 전 발레주 의원 세르주 시에로의 아들이다.
그의 아버지는 시에르와 발레주 지역 팀에서 뛰었고, 할아버지는 FC 크란스-몬타나의 창립자 중 한 명으로 축구 가정에서 자랐다. 시에로는 어린 시절 고향에 있는 FC 시옹 아카데미에 입학했다.

## 구단 경력
시에로는 2013-2014년 시즌 동안 스위스 3부 리그 FC 시옹 B 팀에서 시니어 경력을 시작했다. 그는 2014-15년 시즌 동안 FC 시옹 1군 팀에서 데뷔했다. 그는 2016년 4월 10일, FC 툰을 상대로 첫 골을 넣었다.
2017년 1월, 시에로는 프라이부르크와 4년 계약을 체결했다. 그는 클럽에서 성공을 거두지 못했고, 2018-19년 시즌을 위해 스위스로 돌아와 장크트갈렌에 임대로 합류했다.
2019년 6월, 시에로는 영 보이스와 4년 계약을 체결했다.
2023년 1월, 시에로는 리그 1 클럽 툴루즈와 계약했다. 시에로는 2023-24년 시즌을 앞두고 클럽 주장으로 임명되었다.

## 국가대표팀 경력
2024년 3월, 시에로는 28세의 나이에 스위스 국가대표팀에 처음으로 소집되었다. 3월 26일, 시에로는 아일랜드와의 친선 경기에서 미드필더 그라니트 자카와 함께 65분 동안 뛰다가 데니스 자카리아 대신 교체되었다.
시에로는 5월 17일, UEFA 유로 2024를 앞두고 스위스 예비 명단에 포함되었다. 그는 6월 7일, 최종 26인 명단에 이름을 올렸다. 6월 15일에 열린 대회에서 시에로는 스위스의 헝가리와의 A조 개막전에서 86분에 레모 프로일러를 대신해 교체 선수로 출전했다.